# Brad Anderson
Brad Anderson (n. 1964, Madison⁠(d), Connecticut, SUA) este un regizor, producător de film și scenarist american.

## Filmografie

### Filme regizate
- Urmează stația Paradis (1998)
- Happy Accidents (2000)
- Session 9 (2001)
- Mașinistul (2004)
- Transsiberian (2008)
- Vanishing on 7th Street (2010)
- Apel de urgență (2013)
- Eliza Graves (2014)
- Beirut (2018)
- Rupt de realitate (2019)
- Blood (TBA)

TV
- Lincoln: Colecționarul de oase (2020) serial